# Чалоян, Вазген Карпович
Вазге́н Ка́рпович (Карапетович) Чалоя́н (арм. Վազգեն Չալոյան; 7 января 1905, Александрополь (Ленинакан, ныне Гюмри), Эриванская губерния — 1981, Ереван, Армянская ССР) — советский философ, основатель новейшей историко-философской науки Армении.

## Биография

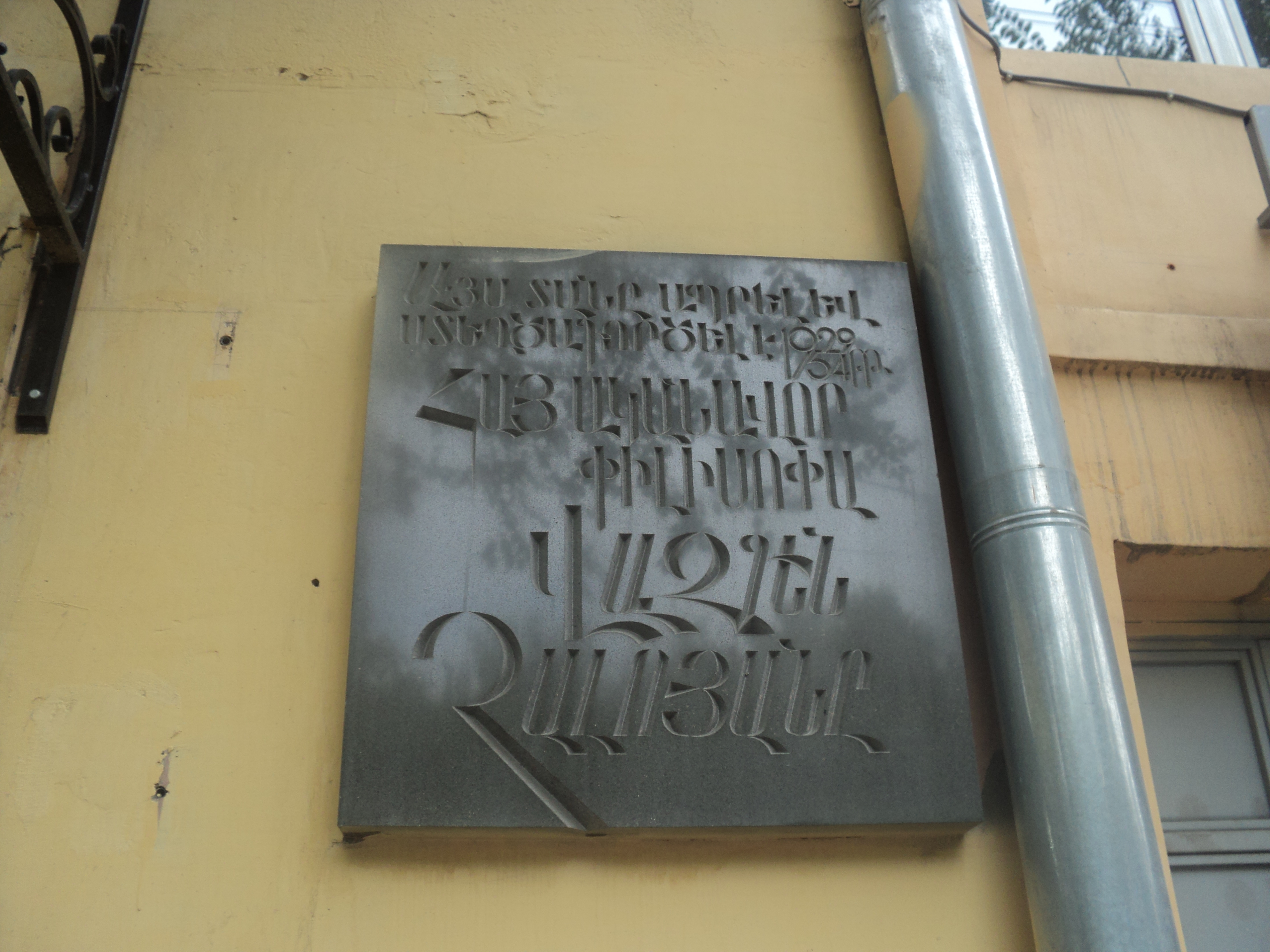
Мемориальная доска в Ереване. Ул. Туманяна, 29

- 1923—1928 — Ереванский Государственный университет, факультет обществоведения
- 1928—1931 — преподаватель философии Ереванского Медицинского института и Ереванского Государственного университета
- 1930—1934 — директор Ереванского музея изобразительного искусства, истории и литературы
- 1934—1937 — аспирант Московского института истории. философии и литературы
- 1939—1981 — научный сотрудник, руководитель группы Института философии и права АН Армянской ССР
- 1937 — первый в советской Армении кандидат философских наук. Тема диссертации: «Философия армянского мыслителя V века Езника Кохбаци»
- 1945 — первый в советской Армении доктор философских наук. Тема диссертации: «Философия Давида Непобедимого»
- 1965 — первый в советской Армении философ — член-корреспондент АН Армянской ССР
- 1967 — Заслуженный деятель науки Армянской ССР
- 1977 — лауреат премии Месропа Маштоца

Первооткрыватель философских воззрений древнеармянских философов: Езника Кохбаци (V век) и Давида Непобедимого (V—VI века).
Награждён орденом «Знак Почёта» (4.01.1955) за выслугу лет и безупречную работу.

## Основные работы
Автор более 100 публикаций, из них 15 монографий.
- Армянский Ренессанс. — М.: Изд-во АН СССР, 1963. — 175 с.
- Развитие философской мысли в Армении (древний и средневековый период). — М.: изд-во «Наука», 1974. — 292 с.
- Восток — Запад, Преемственность в философии античного и средневекового общества. — М.: Наука", 1979. — 211 с — (Из истории мировой культуры).
  - Czalojan W. Wschod i Zachod. — Warszawa, 1980. — 276 стр.